# Ahiya

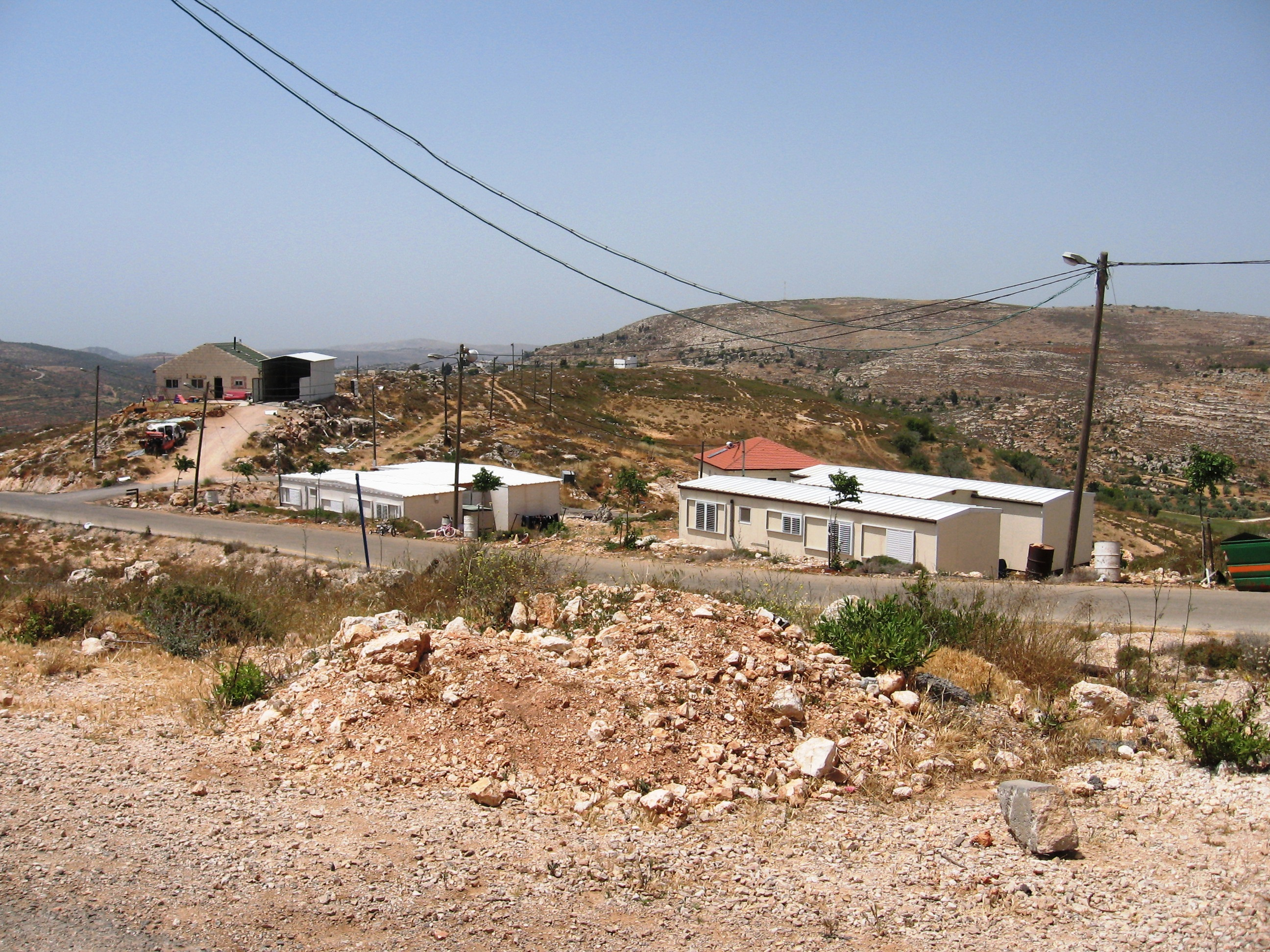
L'avant-poste Ahiya (mai 2008).

Ahiya, ou Achiya, Achia, est un avant-poste israélien, implanté en Cisjordanie. Administrativement, il fait partie du conseil régional de Mateh Binyamin, dans le district de Judée et Samarie. Il est situé à 1,5 km du village palestinien de Jalud et proche de la colonie Shvut Rachel (en). Le nom fait référence au prophète Achija originaire de Silo, situé à 3 km, à l'ouest. En 2011, la population d'Ahiya était d'environ 50 personnes.

## Situation juridique
En application de la IVe Convention de Genève dans les Territoires palestiniens, la communauté internationale, considère comme illégales, les colonies israéliennes de Cisjordanie, au regard du droit international mais le gouvernement israélien conteste ce point de vue.

## Source de la traduction
- (en) Cet article est partiellement ou en totalité issu de l’article de Wikipédia en anglais intitulé « Ahiya, Mateh Binyamin » (voir la liste des auteurs).